# 조셀린 리

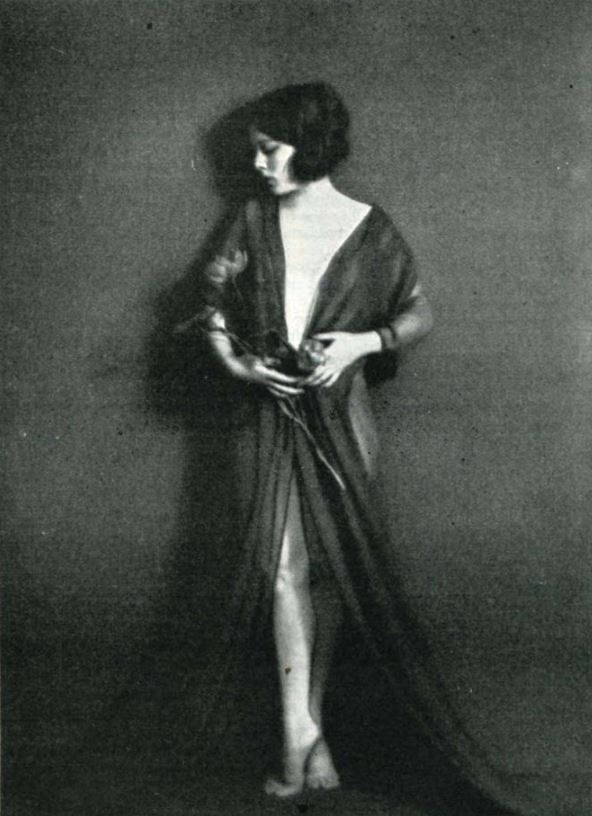

조셀린 리(Jocelyn Lee, 1902년 6월 21일 ~ 1980년 6월 15일)는 미국의 배우, 영화배우이다.
시카고에서 태어났으며 뉴욕에서 사망하였다.

## 영화
- 첫 항해 (1933년)
- 노, 노, 나네트 (1930년)
- 브로드웨이 베이비스 (1929년)
- 러브 트랩 (1929년)
- 파리 앳 미드나잇 (1926년)